# Purpuricenus paraxillaris
Purpuricenus paraxillaris là một loài bọ cánh cứng trong họ Cerambycidae.